# Lubcza (gromada w powiecie pińczowskim)
Lubcza – dawna gromada, czyli najmniejsza jednostka podziału terytorialnego Polskiej Rzeczypospolitej Ludowej w latach 1954–1972.
Gromady, z gromadzkimi radami narodowymi (GRN) jako organami władzy najniższego stopnia na wsi, funkcjonowały od reformy reorganizującej administrację wiejską przeprowadzonej jesienią 1954 do momentu ich zniesienia z dniem 1 stycznia 1973, tym samym wypierając organizację gminną w latach 1954–1972.
Gromadę Lubcza z siedzibą GRN w Lubczy utworzono – jako jedną z 8759 gromad na obszarze Polski – w powiecie jędrzejowskim w woj. kieleckim, na mocy uchwały nr 13b/54 WRN w Kielcach z dnia 29 września 1954. W skład jednostki weszły obszary dotychczasowych gromad Lubcza, Przezwody, Wola Lubecka i Przyrąb ze zniesionej gminy Nawarzyce w tymże powiecie. Dla gromady ustalono 16 członków gromadzkiej rady narodowej.
1 stycznia 1956 gromadę włączono do powiatu pińczowskiego w tymże województwie.
1 stycznia 1958 z gromady Lubcza wyłączono wieś Przyrąb oraz uroczyska Gaik Niegosławicki i Gaik Sądowski, włączając je do gromady Nawarzyce w powiecie jędrzejowskim w tymże województwie.
31 grudnia 1959 do gromady Lubcza przyłączono wieś Węchadłów wraz z przysiółkiem Sady-Podgórze ze zniesionej gromady Węchadłów.
Gromada przetrwała do końca 1972 roku, czyli do kolejnej reformy gminnej.